# Allogalathea
Allogalathea is een geslacht van kreeftachtigen uit de klasse van de Malacostraca (hogere kreeftachtigen).

## Soorten
- Allogalathea babai Cabezas, Macpherson & Machordom, 2011
- Allogalathea elegans (Adams & White, 1848)
- Allogalathea inermis Cabezas, Macpherson & Machordom, 2011
- Allogalathea longimana Cabezas, Macpherson & Machordom, 2011